# Фарке, Даниель
Дание́ль Фа́рке (нем. Daniel Farke; род. 30 октября 1976, Штайнхаузен-ан-дер-Роттум) — немецкий футбольный тренер, ранее выступавший как футболист на позиции нападающего.

## Карьера игрока
Даниель Фарке — внук Франца Фарке, вырос в Бюрене, Северный Рейн-Вестфалия. В юности он играл за команды «Штайнхаузен», «Падерборн 07», «Боруссия Липпштадт» и «Липпштадт 08». В сезоне 2002/03 Фарке стал лучшим бомбардиром Оберлиги «Вестфалия» в составе команды «Липпштадт 08», забив 36 голов. Затем он перешёл в команду «Вильгельмсхафен», с которой в 2004 году вышел в один дивизион Оберлиги «Север», а через год занял второе место в чемпионате, уступив «Кикерс Эмден». Затем нападающий Фарке перешёл в команду Оберлиги «Боннер», после чего вернулся в «Липпштадт» во время зимнего перерыва сезона 2005/06. В конце сезона игрок перешёл в клуб Оберлиги «Меппен», а затем, после нескольких месяцев без клуба, вернулся в «Липпштадт 08», который в том сезоне вылетел в Вестфаленлигу. Впоследствии Фарке говорил, что он «умел забивать», но был, вероятно, «самым медленным нападающим во всей Западной Европе»

## Тренерская карьера
Затем он завершил свою карьеру игрока и сначала стал спортивным директором в «Липпштадте». Летом 2009 года он сменил Хольгера Вортманна на посту тренера команды «Липпштадт 08». Под его руководством команда вышла из шестого дивизиона немецких лиг в четвёртый, и он стал самым успешным тренером в истории клуба. Он ушёл в отставку после шести лет работы, планируя взять годичный отпуск, а затем принял возможность возглавить «Боруссию Дортмунд II», резервную команду дортмундской «Боруссии». Он руководил командой в течение двух сезонов, после чего был принят на работу в «Норвич Сити», не сумев договориться о новом контракте в «Дортмунде».

### «Норвич Сити»

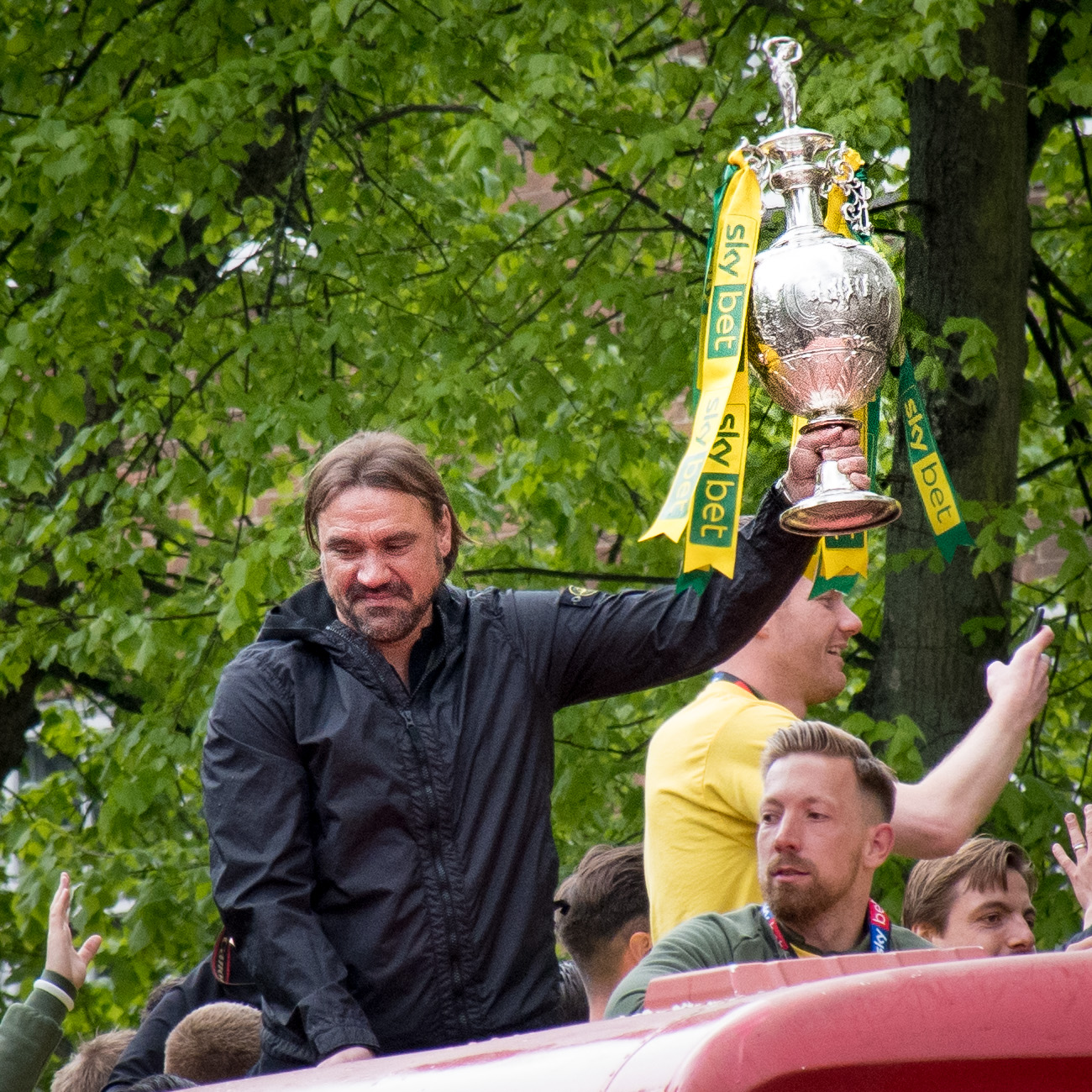
Фарке на параде в честь победы «Норвич Сити» в Чемпионшипе в 2019 году

25 мая 2017 года Фарке был назначен главным тренером клуба Чемпионшипа «Норвич Сити», подписав двухлетний контракт. Первая игра немецкого специалиста в чемпионате за «Норвич» закончилась вничью 1:1 после того, как Нелсон Оливейра сравнял счёт на «Крейвен Коттедж», а в своей первой игре на «Карроу Роуд» его клуб обыграл «Суиндон Таун» (3:2) в Кубке лиги. Фарке завершил свой первый сезон в чемпионате, выиграв 15 матчей, сыграв вничью 15 и проиграв 16, заняв 14-е место в турнирной таблице.
В следующем сезоне «Норвич» стал победителем чемпионата. Фарке получил награду «Тренер месяца» за ноябрь и в марте 2019 года подписал трёхлетний контракт, продлив его до июня 2022 года. Команда обеспечила себе выход в Премьер-лигу в предпоследнем матче сезона 2018/19, а затем завоевала титул чемпиона после последнего матча сезона.
12 июля 2020 года «Норвич» был понижен в классе после домашнего поражения от «Вест Хэм Юнайтед» (0:4). В сезоне 2020/21 «Норвич» выиграл чемпионат и обеспечил себе возвращение в Премьер-лигу, набрав рекордные для клуба 97 очков. Фарке был назван лучшим тренером сезона в чемпионате. 21 июля 2021 года Фарке подписал новый четырёхлетний контракт с клубом, по которому должен был остаться на «Карроу Роуд» до июля 2025 года.
В сентябре 2021 года Фарке проиграл 15-ю игру Премьер-лиги подряд, возглавляя «канареек», что стало рекордом для клуба и тренера в истории английской высшей лиги. 6 ноября 2021 года, в день, когда его команда одержала первую победу в сезоне в лиге, победив на выезде «Брентфорд» со счётом 2:1, немец был уволен после игры, а 15 ноября 2021 года его заменил бывший главный тренер «Астон Виллы» Дин Смит.

### «Краснодар»
13 января 2022 года «Краснодар» объявил, что Даниель Фарке назначен новым главным тренером клуба и заключил контракт до 30 июня 2024 года. В тренерский штаб немца вошли его ассистент Эдмунд Риемер, а также Кристофер Джон и Крис Домогалла. 2 марта 2022 года Фарке и весь его тренерский штаб расторгли контракты с клубом по взаимному согласию, не проведя ни одного официального матча.

### «Боруссия» (Мёнхенгладбах)
Фарке стал главным тренером и преемником Ади Хюттера в клубе Бундеслиги «Боруссия Мёнхенгладбах» в сезоне 2022/23. Он подписал контракт до 30 июня 2025 года, однако 2 июня 2023 года был уволен.

### «Лидс Юнайтед»
4 июля 2023 года Фарке вернулся в Англию, подписав 4-летний контракт с «Лидс Юнайтед», который покинул английскую Премьер-лигу. В дебютном сезоне занял 3-е место в Чемпионшипе, однако в финале плей-офф за выход в АПЛ уступил «Саутгемптону».

## Тренерская статистика
| Команда                | Начало работы  | Завершение работы | Показатели | Показатели | Показатели | Показатели | Показатели | Прим.         |
| Команда                | Начало работы  | Завершение работы | И          | В          | Н          | П          | % побед    | Прим.         |
| ---------------------- | -------------- | ----------------- | ---------- | ---------- | ---------- | ---------- | ---------- | ------------- |
| Боруссия Дортмунд II   | 3 ноября 2015  | 25 мая 2017       | 61         | 31         | 22         | 8          | 050,8      | [ 27 ] [ 28 ] |
| Норвич Сити            | 25 мая 2017    | 6 ноября 2021     | 208        | 88         | 47         | 73         | 042,3      | [ 29 ]        |
| Краснодар              | 13 января 2022 | 2 марта 2022      | 0          | 0          | 0          | 0          | —          |               |
| Боруссия Мёнхенгладбах | 1 июля 2022    | 2 июня 2023       | 36         | 12         | 10         | 14         | 033,3      |               |
| Лидс Юнайтед           | 4 июля 2023    | н.в.              | 104        | 62         | 25         | 17         | 059,6      |               |
| Итого                  | Итого          | Итого             | 409        | 192        | 106        | 111        | 046,9      | —             |

## Достижения

### Тренерские достижения
«Липпштадт 08»
- Победитель группы 1 Вестфаленлиги: 2011/12
- Победитель Оберлиги «Вестфалия»: 2012/13

«Норвич Сити»
- Победитель Чемпионшипа: 2018/19, 2020/21

«Лидс Юнайтед»
- Победитель Чемпионшипа: 2024/25

### Личные достижения
- Тренер месяца Чемпионшипа Английской футбольной лиги: ноябрь 2018 года[30]